# Silent Hill: Homecoming
Silent Hill: Homecoming je survivar horor z roku 2008, kterou vyvinulo studio Double Helix Games a vydalo Konami. Jedná se o šestý díl série Silent Hill.

## Příběh
Příběh sleduje cestu Alexe Shepherda, vojáka vracejícího se z války, do jeho rodného města Shepherd's Glen, kde nachází město v nepořádku a svého mladšího bratra nezvěstného. Jak pokračuje v pátrání po svém mladším bratrovi, zjišťuje více o řádu, historii města i své vlastní minulosti.

## Vydání a ohlasy
Hra byla vydána 30. září 2008 pro PlayStation 3 a Xbox 360. Verze pro Windows byla vydána 6. listopadu 2008 exkluzivně prostřednictvím služby pro poskytování digitálního obsahu Steam společnosti Valve. V Evropě byla hra vydána v listopadu téhož roku. Plánovala se i japonská verze, ke které ale nedošlo. Dne 25. července 2018 se hra spolu s kolekcí Silent Hill HD Collection stala zpětně kompatibilní na konzoli Xbox One. Hra byla kritikou přijata pozitivně.